# WWE Roadblock
WWE Roadblock este un eveniment anual de pay-per-view produs de compania de wrestling WWE în luna decembrie. Roadblock a fost adăugat la programul de PPV-iuri de WWE pentru luna decembrie, în 2016, ca un eveniment exclusiv pentru marca Raw. Primul eveniment a avut loc în martie 2016 ca un eveniment exclusiv pe WWE Network, dar a fost construit ca un eveniment anual în ultima lună a anului, din cauza extensiuni de branduri.

## Istoric

### 2016 (WWE Network)
Roadblock 2016 a avut loc pe data de 12 martie 2016, evenimentul fiind gazduit de Ricoh Coliseum
din Toronto, Ontario. A fost emis în exclusivitate de WWE Network.
- The New Day (Big E & Kofi Kingston) i-au învins pe The League of Nations (Sheamus & King Barrett) păstrându-și titlurile WWE Tag Team Championship
  - Big E l-a numarat pe Barrett dupa un «Big Ending».
- Chris Jericho l-a învins pe Jack Swagger
  - Jericho l-a făcut pe Swagger sa cedeze cu «Walls of Jericho».
- The Revival i-a învins pe Enzo Amore & Colin Cassady păstrându-și titlurile în perechi din NXT
  - Dash l-a numarat pe Amore dupa un «Shatter Machine».
- Charlotte (cu Ric Flair) a învinso pe Natalya păstrându-și titlul WWE Divas Championship
  - Charlotte a numarat-o pe Natalya cu un «Roll Up».
  - În timpul meciului, Flair a intervenit în favoarea lui Charlotte
- Brock Lesnar (cu Paul Heyman) i-a învins pe The Wyatt Family (Bray Wyatt și Luke Harper)
  - Lesnar l-a numarat pe Harper dupa un «F-5».
- Sami Zayn l-a învins pe Stardust 
  - Zayn l-a numarat pe Stardust dupa un «Helluva Kick».
- Triple H l-a învins pe Dean Ambrose păstrându-și Campionatul Mondial din WWE
  - Triple H l-a numarat pe Ambrose dupa un «Pedigree».

### End of the Line (2016)
Roadblock: End of the Line va avea loc pe data de 18 decembrie 2016, evenimentul fiind gazduit de PPG Paints Arena
din Pittsburgh, Pennsylvania.
- Pre-Show: Rusev (cu Lana) l-a învins pe Big Cass prin count out
  - Cass nu a revenit în ring după numărătoare pâna la 10.
- Cesaro si Sheamus i-au învins pe The New Day (Big E & Kofi Kingston) câștigând centurile Raw Tag Team Championship
  - Sheamus l-a numărat pe Kofi dupa un «Small Package»
  - După meci, Big E și Kofi ia-u dat centurile lui Cesaro si Sheamus iar Cesaro a îmbrațișat pe The New Day
  - Cesaro si Sheamus a-u încheiat cu ce-a mai lunga deținere a centurilor pe echipe din istoria WWE, cu 483 de zile.
- Sami Zayn l-a învins pe Braun Strowman într-un meci cu un termen de 10 minute
  - Zayn a supraviețuit la termenul de 10 minute a luptei.
- Seth Rollins l-a învins pe Chris Jericho 
  - Rollins l-a numarat pe Jericho dupa un «Pedigree».
- Rich Swann i-a învins pe Brian Kendrick și T.J. Perkins păstrându-și centura WWE Cruiserweight Championship
  - Swann l-a numarat pe Perkins dupa un «Spin Kick».
  - După meci, Neville i-a atacat pe Swann și Perkins.
- Charlotte a învinso pe Sasha Banks(c) într-un 30-Minute WWE Iron Man Match câștigând campionatul Raw Women's Championship
  - Charlotte a învinso pe Banks cu 3-2.
  - Charlotte a numărato pe Banks după un «Natural Selection» de pe a treia coardă. (1-0)
  - Banks a numărato pe Charlotte cu un «Roll-up». (1-1)
  - Banks a făcuto pe Charlotte sa cedeze cu «Bank Statement». (2-1)
  - Charlotte a făcuto pe Banks sa cedeze cu «Figure-Eight Leglock». (2-2)
  - Charlotte a făcuto pe Banks sa cedeze cu «Figure-Eight Leglock». (3-2)
- Campionul Universal Kevin Owens l-a învins pe Roman Reigns prin descalificare
  - Reigns a fost descalificat după ce Jericho i-a aplicat un «Codebreaker» lui Owens.
  - După meci, Reigns și Seth Rollins i-a atacat pe Owens și Jericho.